# 伊夫德·伊里因科夫
伊夫德·伊里因科夫（俄语：Э́вальд Васи́льевич Илье́нков，1924年2月18日—1979年3月21日）是一位生活在苏联國土上的 擁護马克思主义的哲学家，生于斯摩棱斯克，曾参與苏德战争，后就读於莫斯科大学哲学系，研究辩证法、认识论、 斯宾诺莎及黑格尔的哲学思想。伊夫德·伊里因科夫的哲学觀點受到了著名心理學家利維·維谷斯基的影响。

## 生平
伊夫德·伊里因科夫於1924年2月18日出生於俄羅斯城市斯摩棱斯克，他在其一生中 對黑格爾辯證法式的唯物主義的發展及對與具象事物有關的共相問題的解答作出了一些貢獻。
在二十世紀六十年代，他開始認為蘇聯是一個「被官僚扭曲的工人國家」，甚至是國家資本主義國家，它從未真正地實現過社會主義。蘇聯的日益僵化和對言論空間的擠壓使他逐漸感到灰心。
1979年，伊夫德·伊里因科夫在蘇聯首都莫斯科自殺，終年五十五歲。

## 思想

### 精神宇宙論
伊夫德·伊里因科夫創立了精神宇宙論，該理論聲稱精神實際上是物質的高級形式，伊夫德·伊里因科夫把他對於無產階級的看法套用到當代的宇宙論中，伊夫德·伊里因科夫認為如果任由資本主義繼續發展，宇宙將會遵從其已有的物理法則 走向熱寂這一黑暗的結局，從此陷入永寂的死亡中，而精神亦會因此而演變為物質偶然產生的作用，因此必須引入某種特殊的干涉力量才能避免這一結局，而在他看來，能夠承擔起這一責任的角色便是無產階級，只有當無產階級成功推翻資產階級並建構共產主義社會後，人類才能達至無私的境界，並且最終擁有足夠的能力和道德情感來犠牲自己以引發另一次大爆炸，從而實現宇宙生滅的循環，而精神在這浩瀚的烈火中將能證明自身是物質的高級形式。

## 學術界觀點

### 對於精神宇宙論的批駁意見
擁護馬克思主義的著名哲學家斯拉沃熱·齊澤克曾經撰文介紹精神宇宙論並對其作出評價，斯拉沃熱·齊澤克認為精神宇宙論的主要問題在於把現實視為一個能夠調節自身的整體，因此所謂的特殊的干涉力量只能作為一種激進的負面情緒表現為徹底的自我毀滅，斯拉沃熱·齊澤克表示他認為擺脱這一困境的方法是承認現實不能夠調節自身，而且它本身就是「破裂的、不完整的、非全部的、被激進的對抗所貫穿的」。